# Ataenius cucutae
Ataenius cucutae är en skalbaggsart som beskrevs av Zdzisława Stebnicka 2007. Ataenius cucutae ingår i släktet Ataenius och familjen Aphodiidae. Inga underarter finns listade.